# فینگلد ۱۹۴۶۱
سیارک ۱۹۴۶۱ (به انگلیسی: 19461 Feingold، نامگذاری:1998HZ16) نوزده هزار و چهارصد و شصت و یکمین سیارک کشف شده‌است که در ۱۸ آوریل ۱۹۹۸ کشف شد.
قدر مطلق سیارک برابر ۱۴.۱ است.